# Eladi Homs i Oller
Eladi Homs i Oller (Valls, Alt Camp, 1886 - Rubí, Vallès Occidental, 1973) fou un mestre i pedagog català. Va estudiar als EUA. Adscrit a l'ampli corrent pedagògic de l'"Escola Nova" a la Catalunya de primers de segle xx, a més de les aportacions pedagògiques (difusor de l'obra i el pensament de John Dewey, del mètode Montessori, inspirador de l'"Escoles d'Estiu per a Mestres", de la "Revista d'Educació"...) és, també, considerat l'introductor a Catalunya de l'esport del bàsquet. És el pare d'Eladi Homs Zimmer, i avi de l'economista i polític Francesc Homs i Ferret.

## Biografia
Nascut a Valls el 1886, després d'estudiar a l'Escola de Mestres començà a treballar a l'escola Mont d'Or de Barcelona. Amb vint-i-un anys, el 1907 va rebre una borsa d'estudis de l'Ajuntament de Barcelona per estudiar les darreres experiències pedagògiques als Estats Units d'Amèrica. Va estar-se l'any 1907 a la “Universitat d'Urbana” (Illinois) i el 1908 passa a la “Universitat de Chicago” (Indiana) estudiant els nous corrents educatius i mètodes pedagògics. També fou secretari del "Museu d'Història Natural" de l'Escola d'Educació de la mateixa universitat. Durant l'estada al país nord-americà publicà a la revista de la població natal La crònica de Valls, diversos articles sota l'epígraf de “Cròniques quinzenals nord-americanes”. El 1909 la Societat d'Atracció de Forasters el nomenà corresponsal general de la revista als EUA.
La tornada d'Eladi Homs a Catalunya, el 1910, va estar condicionada, en bona part, per les conseqüències de la Setmana Tràgica de Barcelona, de juliol de 1909. Homs, a petició de Joan Bardina, tornava a Barcelona per fer-se càrrec de la direcció de l'Escola de Mestres. Una institució que havia entrat en una profunda crisi per la situació i el clima social i polític del país (Setmana Tràgica, anticlericalisme ...). Fou nomenat director de la Revista de Educación (1912), en la qual publicà el 1913 La doctrina de la educación nacionalizadora, La publicació periòdica i Quaderns d'Estudi (1921).
Fou introductor i director de les primeres Escoles d'Estiu per a mestres (1914 -(1916) i secretari i vocal tècnic del Consell d'Investigació Pedagògica de la Diputació Provincial de Barcelona. Des d'aquest càrrec fou un actiu introductor i divulgador del mètode Montessori. Col·laborà, entre altres publicacions, a La Cataluña (1908 - 1910), La Veu de Catalunya (1913 - 1916), La Mainada (1921- 1923) i València (1913-1914). Durant la Segona República fou secretari del Butlletí dels Mestres.
Després de la Guerra Civil i la instauració del nou règim franquista fou depurat com altres mestres, pedagogs i professors universitaris catalans (Artur Martorell, Isidor Boix i Chaler…), per la "Comissió Depuradora del Magisteri de Barcelona", i apartat del cos de funcionaris de l'escola pública de la Generalitat de Catalunya. Va d'haver de guanyar-se la vida treballant en acadèmies i escoles privades i donant classes particulars a Gandesa i Montblanc. Va morir a Rubí (Vallès Occidental), el 18 de març de 1973. Un carrer de la ciutat de Valls i una escola porten el seu nom. A la vila de Cambrils (Baix Camp) també hi té dedicat un carrer.

## Pensament pedagògic
L'obra i el pensament d'Eladi Homs cal situar-los, en expressió d'Alexandre Galí, en el marc d'una reacció pedagògica múltiple i diversa contra la rutina existent, contra l'artificiositat i la buidor inoperant» a principis del segle xx. Una reacció que va donar "prioritat a l'acció". L'acció dels grans assajos de l'escola privada, de les aportacions dels mestres públics i de l'acció institucional de l'Ajuntament de Barcelona i de la Mancomunitat de Catalunya. Des de 1907, la Junta per a l'Ampliació d'Estudis (JAE) oferia beques per a viatges a l'estranger. Aquesta política va tenir efectes beneficiosos en tots els camps del coneixement i va contribuir a l'obertura de la societat catalana i espanyola als corrents de pensaments i al coneixement de noves experiències internacionals. Eladi Homs és un dels primers a viure aquesta experiència. Gràcies a una beca de l'Ajuntament de Barcelona, sortí l'any 1907 cap als EUA. Joan Palau i Vera, Joan Bardina, Pau Vila i Rosa Sensat també van fer visites a l'estranger, aquestes vegades pensionats per la JAE. Rosa Sensat s'engrescà amb les Open Air Schools; Palau Vera va anar als EUA i a diversos països europeus, abans de traduir Dewey; Bardina anà a França, Bèlgica i Països Baixos; Josep Maria Ainaud va viatjar a França, Itàlia, Bèlgica i Suïssa; Alexandre Galí es va estar a França i, sobretot, a Ginebra.
El pensament pedagògic d'Eladi Homs va canviar en el transcurs del temps, en funció de la situació social i política a Catalunya. Havia tornat dels Estats Units profundament impregnat pel pragmatisme, però no solament des del punt de vista pedagògic (J. Dewey o W. James...), sinó per la seva característica de filosofia de la vida. Per ell, calia "fer pedagogia d'aula", tenir "gent que vulgui fer i faci, no que només llegeixi pedagogia moderna". El seu retorn a Catalunya, l'any 1910, no obstant el va sumir en un cert desconcert inicial, en trobar-se un país "desordenat". El clima social català no era propici a la proposta d'experiències inspirades en el model nord-americà. Uns anys més tard, amb motiu de les primeres "Escoles d'Estiu", Homs introduí i divulgà el mètode Montessori a Catalunya. La seva intervenció fou determinant en el nomenament de Maria Montessori com a directora de l'"Institut de Pedagogia de la Diputació de Barcelona". Deia que la metodologia montessoriana ens era més propera. En els seus escrits Homs, fins als anys trenta, va defensar la seva adhesió al mètode Montessori, malgrat seguir en contacte amb professors de Chicago. L'any 1934, però la seva mirada i interès es tornarà a dirigir, de nou, cap al model anglosaxó, però en la seva versió britànica. Es mirarà l'Anglaterra del primer terç del segle com la conservadora de nobles essències de la civilització occidental. A Homs li interessava, llavors, la fórmula educativa dels anglesos. Admirava el model liberal conservador de Cambridge i Oxford i la seva potencialitat a l'hora de formar elits per dirigir el país. Aquells anys l'"Escola Nova" d'inspiració pragmatista quedava massa lluny. La Guerra Civil espanyola i la instauració del règim franquista com és sabut feu en orris tot el projecte de la pedagogia catalana i, per tant, el d'Eladi Homs.

## L'introductor del basquet a Catalunya
Una de les aportacions poc reconegudes Eladi Homs de la seva experiència en les universitats dels EUA fou la introducció de l'esport del Basquet a Catalunya. Contra el que diuen les enciclopèdies o tractats, no fou l'escolapi Eusebi Millan l'any 1922 als Escolapis de Sant Antoni de Barcelona el primer a introduir aquest esport, sinó Eladi Homs. En 1911, un any després d'haver retornat dels EUA publica l'article "L'educació escolar" a la Revista d'Educació, on descriu les característiques del basketball (bàsquet), esport que recomanava per a les classes d'Educació Física. Per aquestes dates col·laborava amb l'Escola Vallparadís de Terrassa. L'any 1912 va convèncer el seu director i amic, l'Alexandre Galí, que introduís el bàsquet com a matèria pedagògica esportiva i aquest, amb l'ajuda del professor Artur Martorell, va decidir construir cistelles al pati de l'escola i començar a practicar-lo el 1912. Encara que Eladi Homs s'encarregués de marcar les directrius, mai va arribar a exercir de professor al centre.
Aquest fet és corroborat pel citat pedagog Alexandre Galí, en deixar constància al seu llibre la Història de les Institucions i del Moviment Cultural a Catalunya 1900-1936 que Galí va escriure en tornar de l'exili. En el volum desè, pàgina 188, trobem aquest text: Basketball. Aquest joc, nascut als Estats Units a la darreria del segle xix, va ésser donat a conèixer cap a l'any 1911 per Eladi Homs. Nosaltres el vàrem aplicar a la nostra escola Vallparadís, de Terrassa, des de 1912, seguint el reglament del llibre ‘Les sports et jeux de l'Ecole', d'Ern. Weber Garnier 1910. El fet de ser bressol del bàsquet a l'Estat Espanyol és reivindicat per la ciutat de Terrassa.